# 城东区 (西宁市)

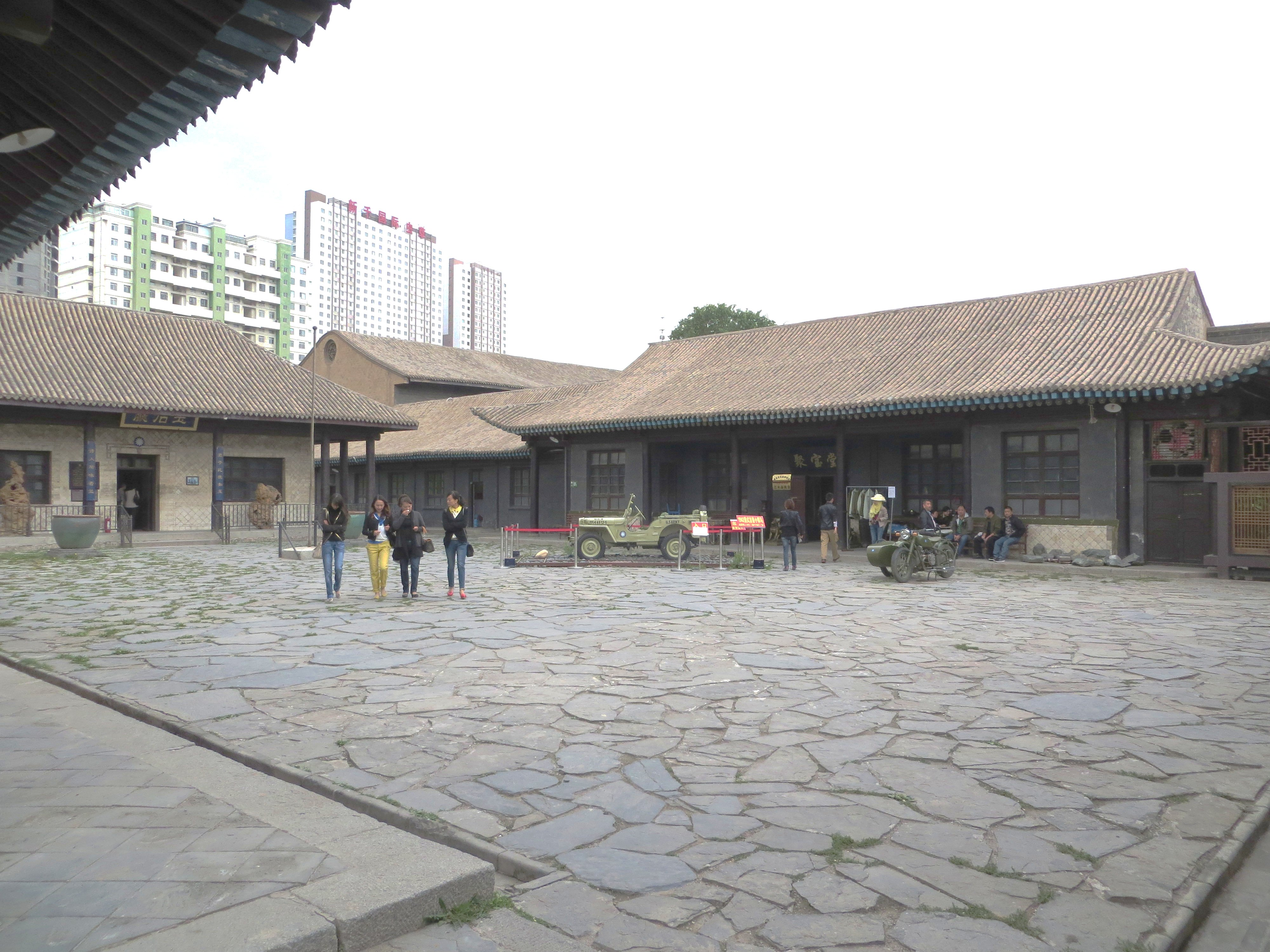

城东区是中华人民共和国青海省西宁市东部的一个市辖区。面积114.6平方公里，总人口約49万人，以汉族为主。区人民政府驻东关大街街道。

## 行政区划
城东区下辖7个街道办事处、2个镇：
东关大街街道、清真巷街道、大众街街道、周家泉街道、火车站街道、八一路街道、林家崖街道、乐家湾镇和韵家口镇。

## 人口
根據第七次人口普查數據，截至2020年11月1日零時，城東區常住人口為489372人。